# Маларита (река)
Маларита (блр. Маларыта; рус. Малорита) река је која протиче преко територије Маларицког рејона на југозападу Брестске области Белорусије. Лева је притока реке Рите (део басена реке Висле и Балтичког мора) у коју се улива недалеко од села Литвини. 
Извире на крајњем југу Маларицког рејона недалеко од села Орехово, а улива се у реку Риту северно од града Маларита. 
Укупна дужина водотока је 30,5 km, површина сливног подручја око 602 km², а просечан проток у зони ушћа је око 2,5 m³/s. Највећи део корита је канализован. Ширина реке је између 6 и 8 метара, обална равница је доста ниска и широка између 1 и 1,5 km. 
На реци се налази град Маларита.